# ウルソール酸
ウルソール酸（ウルソールさん、ウルソル酸、ursolic acid）は、5環性トリテルペン酸であり、化粧品で使用されている。また、ウルソール酸は、STAT3活性化経路を阻害することにより様々な種類のがん細胞の増殖を阻害し、グルココルチコイド受容体を介した作用によりマトリックスメタロプロテアーゼ-9の発現を減少させることによってヒト線維肉腫細胞の増殖を阻害する。
ウルソール酸は、リンゴ、バジル、ビルベリー、クランベリー、エルダーフラワー、ペパーミント、ローズマリー、ラベンダー、オレガノ、タイム、サンザシ、プルーンを含む多くの植物に存在している。リンゴの皮は、ウルソール酸および関連化合物を大量に含んでいる。
ウルソール酸は、抗腫瘍剤のような、より強力な生理活性誘導体の合成の出発材料として使用されている。ウルソール酸は、筋肉の萎縮を軽減し、マウスの筋肉の成長を刺激することが判明している。
長期間にわたって紫外線を浴びることは皮膚のコラーゲン線維束を崩壊させるため、シワの原因の一つであると考えられているが、ウルソール酸ベンジルには紫外線で崩壊したコラーゲン線維束の状態を改善する効果があることが見出されている。